# Amomum scarlatinum
Amomum scarlatinum är en enhjärtbladig växtart som beskrevs av Hse Tao Tsai och P.S.Chen. Amomum scarlatinum ingår i släktet Amomum och familjen Zingiberaceae. Inga underarter finns listade i Catalogue of Life.